# تحول

تمثيل تخطيطي لتفاعل متحول. اختصارات المعادن: act = الأكتينولايت؛ chl = الكلوريت؛ ep = الإيبيدوت؛ gt = العقيق؛ hbl = الهورنبلند؛ plag = بلاجيوجلاز. ولا تشارك اثنان من المعادن الممثلة في الشكل في التفاعل، فيمكن أن يكونا الكوارتز وكيه-فلسبار. ويحدث هذا التفاعل في الطبيعة عندما تتحول إحدى الصخور من سمات الأمفيبوليت إلى سمات الغرينشيست.

التحول (ملاحظة 1) هو تغير المعادن أو النسيج الجيولوجي (الترتيب المتميز للمعادن) في الصخور الموجودة مسبقًا (البروتوليث)، دون انصهار البروتوليث في الصهارة السائلة (تغير الحالة الصلبة). ويحدث التغيير في المقام الأول بسبب الحرارة والضغط وإدخال سوائل نشطة كيميائيًا. وقد تتغير المكونات الكيميائية والتركيبات البلورية للمعادن التي تشكل الصخرة، وذلك على الرغم من أن الصخور تظل صلبة. ولا يتم تصنيف التغيرات التي تحدث في أو أسفل سطح الأرض مباشرة بسبب التجوية و/أو عمليات النشأة اللاحقة على أنها تحول. وعادة ما يحدث التحول بين 200 درجة مئوية من عمليات النشأة اللاحقة والذوبان عند 850 درجة مئوية.
وهناك ثلاثة أنواع من التحول: الاتصال والتحول الديناميكي والإقليمي. ويُعرف التحول الناتج بفعل ظروف زيادة الضغط ودرجات الحرارة باسم التحول التقدمي. وفي المقابل، يُسمى التحول الناجم عن انخفاض درجة الحرارة والضغط باسم التحول التقهقري.

## إعادة البلورة والبلورة الجديدة للحالة الصلبة
يمكن للصخور المتحولة أن تتغير دون الذوبان. وتسبب الحرارة انكسار الروابط الذرية وتتحرك الذرات وتشكل الروابط الجديدة مع الذرات الأخرى، لتُكوِّن معادن جديدة ذات مكونات كيميائية أو هياكل بلورية مختلفة (البلورة الجديدة) أو إتاحة المجال لإعادة البلورة. عندما يتم تطبيق الضغط، يكون لدى الحبوب المسطحة التي تتجه في نفس الاتجاه تكوين أكثر استقرارًا.

## حدود التحول
يُعتبر الحد الأدنى لدرجة الحرارة الخاصة بالتحول من 100 إلى 200 درجة مئوية، مع استثناء التغيرات الناتجة عن عمليات النشأة اللاحقة، بسبب الضغط، وهو ما يؤدي إلى تكوين الصخور الرسوبية. ولا يوجد اتفاق بشأن الحد الأدنى للضغط. ويذكر بعض العمال أن التغيرات في الضغط الحاصل في الغلاف الجوي ليس ضغطًا تحوليًا، بيد أن بعض أنواع التحول يمكن أن تحدث في ضغط منخفض للغاية (انظر أدناه).
وترتبط الحدود الأعلى لظروف التحول ببدء عمليات الانصهار في الصخرة. ويكون الحد الأقصى لدرجة الحرارة التحول عادة 700-900 درجة مئوية، وذلك اعتمادًا على الضغط وعلى تكوين الصخور. إن الصخور التحولية النارية (مغماتيت) هي صخور تتشكل في ظروف الحد الأعلى لدرجات الحرارة، والتي تحتوي على أخاديد وأوردة من المواد التي بدأت في الذوبان، ولكنها لم تنفصل تمامًا عن البقايا غير القابلة للانصهار. ومنذ ثمانينيات القرن الشعرين، جرى الاعتراف بأنه نادرًا ما تكون الصخور جافة بدرجة كافية وذات تكوين كافٍ لمقاومة الانصهار دون وجود درجات حرارة تحولية «فائقة» انصهارية تتراوح من 900 إلى 1100 درجة مئوية.

## هوامش
- ملاحظة 1مرادفات: التحول [5] أو تبدل الصورة أو تبدل الشكل والتركيب